# سام تشوي
سام تشوي (بالإنجليزية: Sam Choy)‏ هو صاحب مطعم وطاهي أمريكي، ولد في 27 يناير 1952 في Lāʻie, Hawaii ‏ في الولايات المتحدة.